# Сальвадор
Сальвадо́р, офіційна назва Респу́бліка Ель-Сальвадо́р (з ісп. El Salvador — Спаситель) — найменша країна Центральної Америки. Столиця і найбільше місто Сальвадору — Сан-Сальвадор. За даними 2015 року, населення Сальвадору становить приблизно 6,14 млн осіб, що робить країну найбільш густозаселеною в регіоні. Більшість жителів становлять метиси.
Територію сучасного Сальвадору до прибуття європейців і колонізації Америки здавна населяли месоамериканські народи: піпіль, ленка та мая. У 1525 році Іспанська Імперія захопила цю територію та включила її до складу Віцекоролівства Нова Іспанія, що керувалося з Мехіко до 1821 року, коли у складі Першої Мексиканської імперії території Сальвадору стали незалежними від Іспанії. Після подальшого відділення у 1823 році Сальвадор став одним зі штатів Центральноамериканської федерації.
Країна межує на півночі і сході з Гондурасом, на північному заході з Гватемалою, на півдні і південному сході омивається Тихим океаном.
- Площа — 21 393 км².
- Протяжність країни із заходу на схід 200 км, з півночі на південь — 100 км.
- Рельєф: вузька прибережна рівнина разом із центральним плато піднімається до північних гір.
- Політична система — демократія, що розвивається.
- Експорт: кава, бавовна, цукор.
- Населення становить 6 141 тис. (на 2015 рік) (86,3 % — метиси, 12,7 % — європейці, 0,2 % — індіанці, переважно піпіль, живуть також ленка, чиланга, какаопера, ч'орті, шинка, мангі, кечелах, покомам та кекчі).
- Мови: іспанська і нават (1 %).

## Історія
Недавня історія: незалежність від Іспанії Сальвадор здобув у 1821 році. У 1961 році до влади прийшов правий уряд, що викликало партизанські дії лівих. У результаті перевороту пацифіст архієпископ Оскар Ромеро був вбитий військово-цивільною хунтою. Його убивство в 1980 році призвело до громадянської війни. Хосе Дуарте в тому ж році став президентом, у 1983 році було написано нову конституцію. У 1989 році президентом був обраний Альфредо Крістіані. Партизанські дії продовжувалися до підписання миру в 1991 році за сприяння ООН.

## Географія
Див. Географія Сальвадору

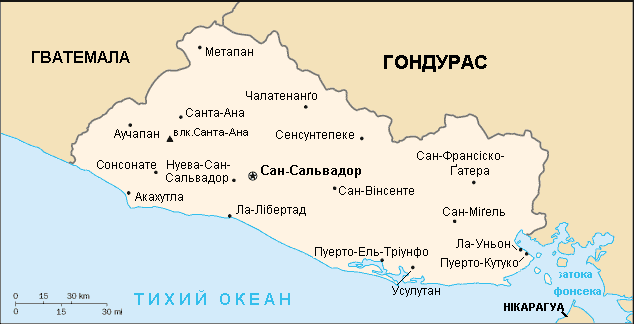
Мапа Сальвадору

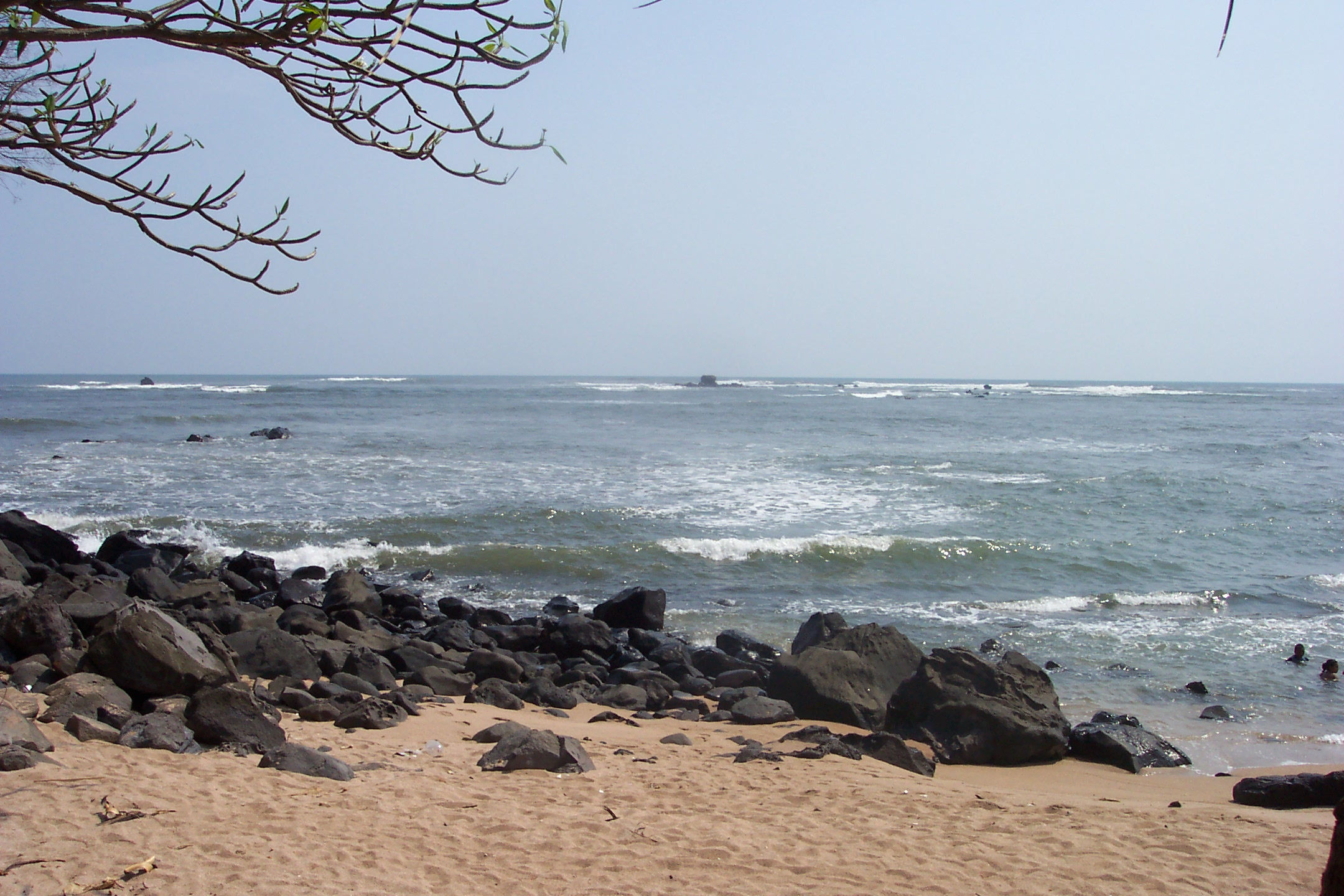
Берег Playa Los Cóbanos

Країна розташована в Центральній Америці, межує на півночі й сході з Гондурасом, на північному заході з Гватемалою, на півдні й південному сході омивається Тихим океаном. Має площу 21 393 км². Найвище місце — вулкан Санта-Ана, 2381 м над рівнем моря. Рельєф: вузька, прибережна рівнина разом із центральним плато піднімається до північних гір.
Найбільша річка країни — Лемпа, яка бере початок у Гватемалі, а потім протягом 300 км тече по території Сальвадору, спочатку на схід, потім повертає на південь. По кордоні з Гватемалою тече річка Ріо-дель-Пас, по східному кордону з Гондурасом — Гоаскоран. Найбільші озера країни — Гуїха та Ілопанго.
До іспанського завоювання земля, де сьогодні розташований Сальвадор, носила ім'я Кускатлан, що означає «земля коштовностей». Надра Сальвадору містять різні корисні копалини: залізо, мідь, цинк, свинець, срібло, золото, ртуть та ін. (див.: Геологія Сальвадору).

## Клімат
Сальвадор має тропічний клімат із яскраво вираженими сезонами (сезоном дощів і сухим сезоном). Температура повітря змінюється головним чином із висотою над рівнем моря, сезонні коливання температури незначні. Тихоокеанська низовина рівномірно спекотна, Центральне плато і гірські райони відрізняються більш помірною температурою. Сезон дощів триває з травня по жовтень, цю пору року називають зимою або invierno. Майже всі щорічні опади випадають в цей період, причому їх кількість, особливо на південних схилах гір, може досягати 2170 мм.
| Клімат Сан-Сальвадора, столиці Сальвадору            | Клімат Сан-Сальвадора, столиці Сальвадору | Клімат Сан-Сальвадора, столиці Сальвадору | Клімат Сан-Сальвадора, столиці Сальвадору | Клімат Сан-Сальвадора, столиці Сальвадору | Клімат Сан-Сальвадора, столиці Сальвадору | Клімат Сан-Сальвадора, столиці Сальвадору | Клімат Сан-Сальвадора, столиці Сальвадору | Клімат Сан-Сальвадора, столиці Сальвадору | Клімат Сан-Сальвадора, столиці Сальвадору | Клімат Сан-Сальвадора, столиці Сальвадору | Клімат Сан-Сальвадора, столиці Сальвадору | Клімат Сан-Сальвадора, столиці Сальвадору | Клімат Сан-Сальвадора, столиці Сальвадору |
| Показник                                             | Січ.                                      | Лют.                                      | Бер.                                      | Квіт.                                     | Трав.                                     | Черв.                                     | Лип.                                      | Серп.                                     | Вер.                                      | Жовт.                                     | Лист.                                     | Груд.                                     | Рік                                       |
| Абсолютний максимум, °C                              | 38,3                                      | 39,4                                      | 40,6                                      | 40,0                                      | 39,4                                      | 36,7                                      | 36,7                                      | 36,7                                      | 37,2                                      | 38,3                                      | 38,9                                      | 38,3                                      | 40,6                                      |
| Середній максимум, °C                                | 30,3                                      | 30,1                                      | 32,0                                      | 32,2                                      | 30,8                                      | 29,5                                      | 30,1                                      | 30,0                                      | 29,0                                      | 29,1                                      | 29,0                                      | 29,6                                      | 32,2                                      |
| Середня температура, °C                              | 22,2                                      | 22,8                                      | 23,8                                      | 24,5                                      | 24,2                                      | 23,3                                      | 23,3                                      | 23,2                                      | 22,8                                      | 22,8                                      | 22,4                                      | 22,0                                      | 23,1                                      |
| Середній мінімум, °C                                 | 16,3                                      | 16,8                                      | 17,7                                      | 19,0                                      | 20,0                                      | 19,6                                      | 19,1                                      | 19,3                                      | 19,4                                      | 19,0                                      | 17,9                                      | 16,9                                      | 15,1                                      |
| Абсолютний мінімум, °C                               | 7,2                                       | 9,4                                       | 7,2                                       | 12,2                                      | 14,4                                      | 13,3                                      | 14,4                                      | 15,6                                      | 11,7                                      | 12,2                                      | 9,4                                       | 8,3                                       | 7,2                                       |
| Середня кількість сонячних годин на місяць           | 301                                       | 277                                       | 294                                       | 243                                       | 220                                       | 174                                       | 239                                       | 257                                       | 180                                       | 211                                       | 267                                       | 294                                       | 2957                                      |
| Норма опадів, мм                                     | 5                                         | 3                                         | 8                                         | 60                                        | 190                                       | 322                                       | 304                                       | 297                                       | 325                                       | 220                                       | 35                                        | 7                                         | 1734                                      |
| Днів з опадами                                       | 1                                         | 1                                         | 1                                         | 5                                         | 13                                        | 20                                        | 20                                        | 20                                        | 20                                        | 16                                        | 4                                         | 2                                         | 123                                       |
| ---------------------------------------------------- | ----------------------------------------- | ----------------------------------------- | ----------------------------------------- | ----------------------------------------- | ----------------------------------------- | ----------------------------------------- | ----------------------------------------- | ----------------------------------------- | ----------------------------------------- | ----------------------------------------- | ----------------------------------------- | ----------------------------------------- | ----------------------------------------- |
| Джерело: Climatological Information for San Salvador |                                           |                                           |                                           |                                           |                                           |                                           |                                           |                                           |                                           |                                           |                                           |                                           |                                           |

## Територіальний поділ
Див. також: Адміністративний поділ Сальвадору
Сальвадор поділяється на 14 департаментів, які, своєю чергою, включають 262 муніципалітети.

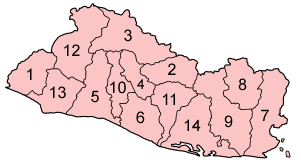
Департаменти Сальвадору

Департаменти Сальвадору:
| 1. Ауачапан 2. Кабаньяс 3. Чалатенанго 4. Кускатлан 5. Ла-Лібертад 6. Ла-Пас 7. Ла-Уніон | 8.Морасан 9.Сан-Мігель 10.Сан-Сальвадор 11.Сан-Вісенте 12.Санта-Ана 13.Сонсонате 14.Усулутан |  |

## Економіка

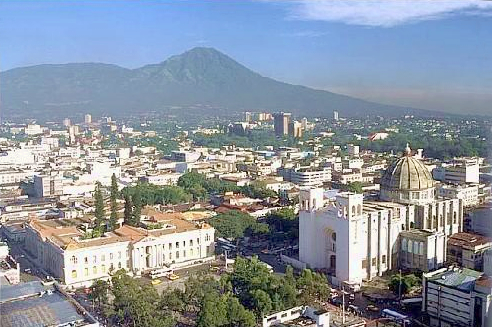
Сан-Сальвадор — столиця Сальвадору

Найменша країна в Центральній Америці за розмірами, Сальвадор має четверту за величиною економіку в регіоні.
Економіка країни базується на переказах від працюючих за кордоном (17 % ВВП у 2014 р.), а також на експорті харчових продуктів, цукру і етилового спирту.
ВВП у 2014 році склав 50,94 млрд доларів. ВВП на душу населення — 8 тис. дол. (143-тє місце у світі).
Промисловість (25,1 % ВВП, 20 % працюючих) — харчова, напої, добрива, текстиль.
Сільське господарство (10 % ВВП, 21 % працюючих) — кава, цукор, кукурудза, рис, боби, рослинна олія, бавовна, сорго; яловичина, молочні продукти.
Сфера обслуговування — 64,9 % ВВП, 58 % працюючих.
Рівень безробіття: (2014 рік) — 5,5 %
Економіка країни значною мірою залежить від імпорту нафти, хоча гідроелектростанції забезпечують її внутрішні потреби в електроенергії приблизно на 47 %. Ще 10 % виробляється на великій геотермальній електростанції.
У червні 2021 року Сальвадор став першою країною світу, де було легалізовано біткойни як платіжний засіб. Це була ініціатива президента Наїба Букеле, який виступав за легалізацію криптовалюти для спрощення грошових переказів з-за кордону.

## Міжнародні відносини
Сальвадор має стосунки з багатьма державами світу. Особливо тісні взаємини з країнами-сусідами з Центральної Америки. 

### Відносини з Україною
Сальвадор та Україна встановили дипломатичні відносини 14 квітня 1999 р.

## Злочинність
У Сальвадорі дуже висока злочинність. Вуличні банди, в особливості Mara Salvatrucha, є серйозною загрозою для сальвадорського суспільства. В 2015 рівень вбивств у країні склав 104 на кожні 100 тисяч осіб, є найвищим у світі.

## Культура
Культура метисів домінує в країні, оскільки вони значно перевершують за чисельністю корінних американців і європейців. Нова складна популяція населення була сформована в результаті змішаних шлюбів між корінними мезоамериканцями і європейськими поселенцями. Католицька церква відіграє важливу роль в сальвадорській культурі. Архієпископ Оскар Ромеро є національним героєм через його роль у протидії порушенням прав людини, які мали місце напередодні громадянської війни у Сальвадорі. Знаменитими іноземцями в Сальвадорі були священики-єзуїти і вчені Ігнасіо Еллакурія, Ігнасіо Мартін-Баро і Сегундо Монтес, які були вбиті в 1989 році сальвадорською армією в розпал громадянської війни.
Живопис, кераміка і текстиль є основними художніми промислами. Письменники Франсіско Гавідія (1863—1955), Саларрю (Сальватор Саласар Арруе, 1899—1975), Клаудія Ларс, Альфредо Еспіно, Педро Жоффруа Рівас, Манліо Аргета, Хосе Роберто Сіа і поет Роке Дальтон — одні з найважливіших сальвадорських авторів. До відомих осіб 20-го століття належать: режисер Бальтасар Поліо, кінорежисер Патриція Чика, художник Фернандо Льорт і карикатурист Тоньо Салазар.
Серед найбільш відомих представників графічного мистецтва художники Аугусто Креспіна, Але Канжура, Карлос Каньяс, Джованні Гіл, Джулія Діас, Маурісіо Мехія, Марія Олена Паломо де Мехія, Каміло Мінеро, Рікардо Карбонелл, Роберто Уезо, Мігель Анхель Серна (художник і письменник), Есаель Араужо та багато інших.

### Музика
Сальвадорська музика являє собою суміш музичних культур місцевих народів ленка, мая, какаопера, піпіль і іспанського музичного впливу. Музика містить релігійні пісні (переважно використовується для святкування Різдва та інших релігійних свят, особливо свят святих), сатиричні і сільські ліричні теми. Кубинська, колумбійська і мексиканська музика проникла в країну, особливо сальса і кумбія. При виконанні популярної музики в Сальвадорі використовують маримби, флейти, барабани, гуїро та калабаси, а також гітари та інші інструменти. Ксук, відомий народний танець Сальвадора, виник в Кохутепеке, Кускатлан.

### Спорт
Футбол — найпопулярніший вид спорту в Сальвадорі. Збірна Сальвадору з футболу пройшла кваліфікацію до Чемпіонату світу з футболу у 1970 та 1982 рр. Кваліфікацію до турніру 1970 року була затьмарена футбольною війною проти Гондурасу, футбольну команду якого переміг Сальвадор.
Національна збірна з футболу грає на стадіоні Естадіо Кускатлан у Сан-Сальвадорі. Він відкрився в 1976 році і вміщає 53 400 глядачів, що робить його найбільшим стадіоном у Центральній Америці.

### Кухня

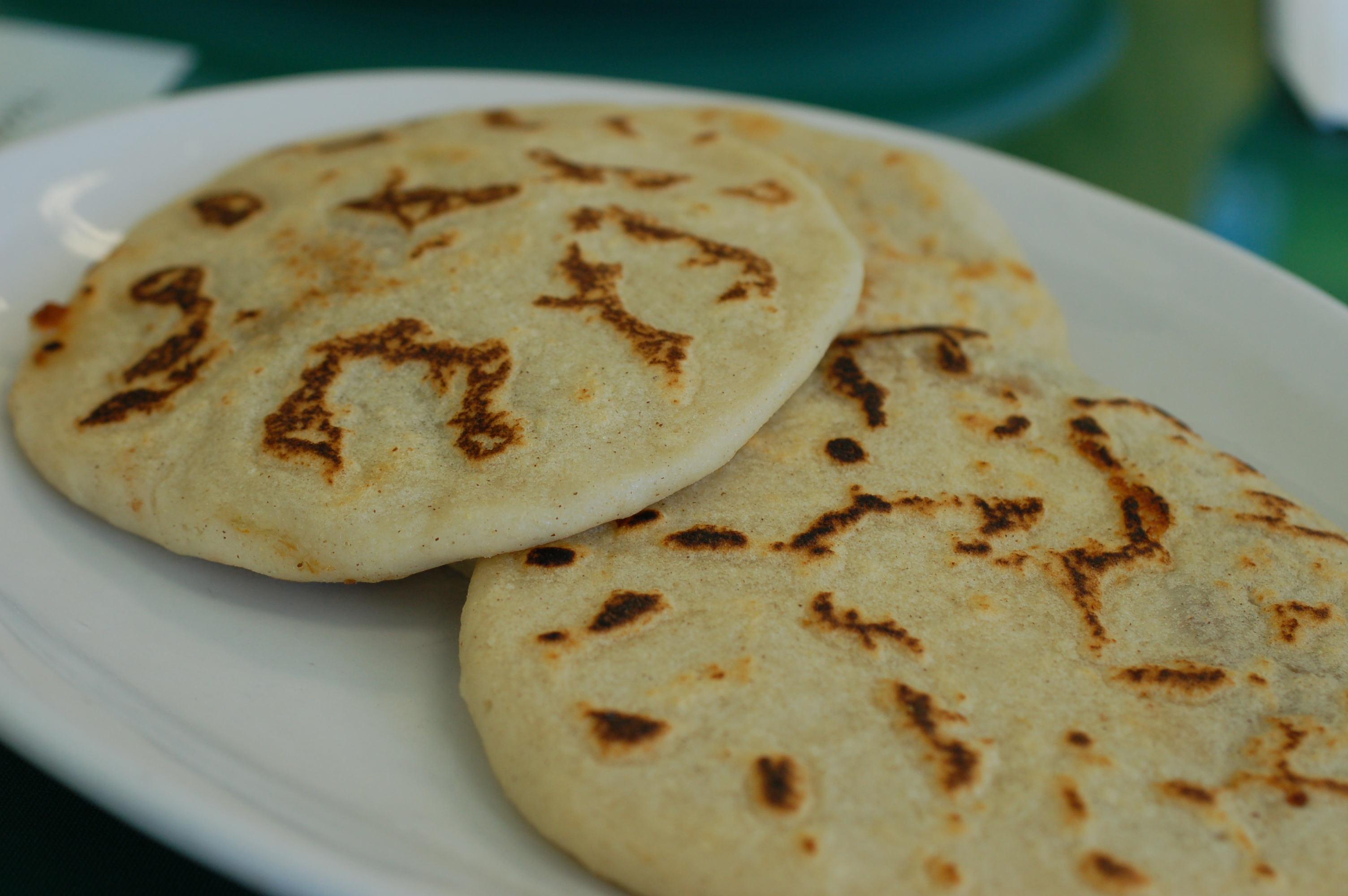
Пупуса — найвідоміша національна страва Сальвадору

Одною з відомих страв Сальвадору є пупуса. Пупуси — це кукурудзяні коржі ручної роботи (зроблені з тіста на основі кукурудзяного або рисового борошна), фаршировані сиром (зазвичай м'який сальвадорський сир, такий як кесиль, схожий на моцарелу), або смаженими бобами.
Різновид папуси (ісп. Pupusas revueltas) — це пупуса, начинена квасолею, сиром і свининою. Є також вегетаріанські пупуси. Деякі ресторани пропонують пупуси, фаршировані креветками або шпинатом.
Інша типова сальвадорська страва — це Юка-Фріта (Yuca Frita), смажений у фритюрі корінь маніоки, подається з квашеною капустою, цибулею, морквою, свинячими шкварками та смаженими молодими сардинами.
Один з типових сніданків Сальвадору — смажений плантан, зазвичай подається з вершками.